# 斯特林 (姓氏)
斯特林（Sterling）为英语国家姓氏。可以指：

## 人名
- 布鲁斯·斯特林（英語：Bruce Sterling，1954年4月14日－），美国科幻作家。
- 阿尔加麦恩·斯特林 （英語：Aljamain Antoine Sterling，1989年7月31日－），美国综合格斗运动员。
- 朱利葉斯·斯特林·莫頓 （英語：Julius Sterling Morton，1832年4月22日－1902年4月27日），美国政治家。
- 简·斯特林（英語：Jan Sterling，1921年4月3日－2004年3月26日），美国女演员。
- 拉希姆·斯特林（英語：Raheem Sterling，1994年12月8日－），英国足球运动员。

|  | 本页或本分段罗列了姓氏为「斯特林 (姓氏)」的人物。 如果是一个指代特定个人的内链将您引导到本页，請考慮修正該人物的名字以將链接指向正確的條目。 |